# Robert Minor
Ne doit pas être confondu avec Robert Crannell Minor.
Pour les articles homonymes, voir Minor.
Robert Berkeley « Bob » Minor (né le 15 juillet 1884 à San Antonio et mort le 26 novembre 1952) est un dessinateur de presse et journaliste politique américain, membre important du Parti communiste américain.

## Biographie

### Un dessinateur de presse engagé
Né en 1884 au Texas dans une famille pauvre bien qu'ayant des aïeux ayant exercé des responsabilités importantes, Minor commence à travailler pour la presse locale en 1904. Il déménage peu après à Saint-Louis pour travailler comme dessinateur de presse au St. Louis Dispatch. Si son travail se détache peu de la masse à ses débuts, son passage a crayon gras rend son style unique et lui permet d'être engagé en 1911 par le New York World, qui en fait l'un des dessinateurs les mieux payés du pays. Dans ces deux journaux, Minor, membre du Parti socialiste d'Amérique depuis 1907, se trouve très à gauche de la ligne éditoriale, ses dessins critiquant systématiquement le capitalisme et promouvant des causes libérales comme le droit de vote des femmes.
Peu avant le déclenchement de la Première Guerre mondiale, il passe un an à Paris. Parti pour étudier aux Beaux-Arts, il est déçu par les cours et préfère étudier l'art européen lui-même tout en participant activement à la vie politique locale auprès des socialistes français. De retour à New York, et bien que les États-Unis ne soient pas encore en guerre, il rencontre de plus en plus de difficultés à faire publier ses dessins anti-militaristes et anti-impérialistes dans le New York World, auquel il avait cependant garanti l'exclusivité de ses dessins. Au printemps 1915, il parvient finalement à faire annuler son contrat et dessine alors pour des périodiques d'extrême-gauche, notamment le quotidien New York Call et le mensuel The Masses.

« Enfin, un soldat parfait ! », dessin anti-militariste publié dans The Masses en 1916 qui suscita la polémique.

Envoyé comme correspondant de guerre en Europe, il rentre après quelques mois, le syndicate libéral qui finançait son voyage n'arrivant pas à placer dans la presse traditionnelle ses dessins trop à gauche. En 1916, The Masses l'envoie au Mexique couvrir l'intervention américaine. Peu après, Minor s'installe en Californie, où pendant dix-huit mois il coordonne la campagne de défense de Thomas Mooney et Warren Billings, deux syndicalistes accusés d'avoir tué dix personnes dans un attentat en juillet 1916. Rédacteur de nombreux tracts et orateur dans le nombreuses réunions publiques, Minor commence alors à prendre goût à la politique. Mooney et Billings sont cependant condamnés à être pendus, peine commuée en prison à vie en 1918.
En 1918, The Call l'envoie de nouveau en Europe, où tout en dessinant pour le quotidien il écrit pour The Liberator, successeur de The Masses qui avait fait faillite, à de nombreux articles sur les mouvements communistes locaux. De mai à novembre 1918, Minor séjourne en Union soviétique, où il rencontre Lénine et rédige de nombreux tracts et pamphlets contre la guerre à destination des troupes anglophones engagées aux côtés des Russes blancs. Il observe ensuite la révolution allemande ratée de 1919, puis s'installe de nouveau à Paris où il est arrêté et condamné pour trahison après avoir conseillé à des cheminots de faire grève pour protester contre l'envoi par rail de munitions en Russie. Extradé en Allemagne, il passe plusieurs semaines en prison avant d'être libéré sur pression de sa famille.

### Minor et leParti communiste américain
À son retour aux États-Unis en 1920, Minor rejoint le Parti communiste unifié, inféodé à Moscou. En mai 1921, celui-ci fusionne avec une ancienne faction pour former le Parti communiste des États-Unis d'Amérique. Minor, qui utilise le pseudonyme « Ballister », est alors envoyé pour représenter le parti au comité exécutif et au troisième congrès du Komintern. Il reste à Moscou jusqu'en novembre.
En avril 1922, il rejoint le comité exécutif central du PCA. En août, alors qu'il participe au congrès national à Bridgman (Michigan), les forces de polices locales et le département fédéral de la justice assaillent l'assemblée, prétextant une infraction aux lois locales sur le syndicalisme. Minor parvient à s'enfuir, mais se rend avec neuf camarades le 10 mars 1923 et est libéré peu après à la suite du versement d'une caution de 1 000 dollars. Sept ans plus tard, le 6 mars 1930, Minor est de nouveau arrêté avec d'autres camarades après qu'une manifestation à Union Square (New York) eût dégénéré en début d'émeute. Condamné à trois ans de prison, il y passe cette fois six mois, devant ensuite être opéré de l'appendicite.
Dans la même période, il est également membre du comité central exécutif du Parti des travailleurs d'Amérique, bras politique légal du PCA. Jusqu'à 1948, il a de nombreuses autres responsabilités au sein du mouvement communiste américain, étant notamment secrétaire général par intérim du parti lorsqu'en 1941 Earl Browder se fait arrêter. Il se porte également candidat à plusieurs élections, pour le Congrès en Illinois en 1924 et ensuite à New York pour le Sénat (1928), le Congrès (1930 et 1940), la mairie (1933) et le gouvernorat de New York (1940). Il obtient généralement moins de 0,1 % des voix, son meilleur score étant 1,3 % à l'élection municipale de 1933.
Victime d'un infarctus en 1948, Minor se retrouve très affaibli et alité, ce qui lui évite l'arrestation lors du maccarthysme. Il meurt en 1952. Marié à l'artiste Lydia Gibson (en), il n'avait pas d'enfants.